# Hans van Baalen
Johannes Cornelis (Hans) van Baalen (Rotterdam, 17 juni 1960 – aldaar, 29 april 2021) was een Nederlands politicus. Namens de Volkspartij voor Vrijheid en Democratie (VVD) maakte hij van 28 september 1999 tot 23 mei 2002 en van 30 januari 2003 tot 14 juli 2009 deel uit van de Tweede Kamer. Van 14 juli 2009 tot 2 juli 2019 zat hij in het Europees Parlement. Van 21 november 2015 tot zijn overlijden was Van Baalen partijvoorzitter van de ALDE (Partij van de Alliantie van Liberalen en Democraten voor Europa).

## Jeugd en maatschappelijke carrière
Van Baalen was de zoon van een administrateur. Hij volgde de lagere school in Krimpen aan den IJssel en ging vervolgens naar het Krimpenerwaard College in die plaats, waar hij van 1973 tot 1977 de havo volgde en van 1977 tot 1979 het atheneum. Vervolgens studeerde hij rechten aan de Rijksuniversiteit Leiden. Van Baalen werd lid van de studentenvereniging Minerva en was voorzitter van de aan Minerva verbonden studentenweerbaarheid Pro Patria.
Tijdens zijn studententijd was Van Baalen freelance-journalist bij de Sijthoff Pers. Na zijn afstuderen trad hij als directeur Public Affairs Consultants in dienst bij Deloitte Consulting. Van Baalen sloot zich in 1986 aan bij de VVD en was voor die partij vooral op internationaal gebied actief. Hij was als internationaal secretaris lid van het partijbestuur, was lid van het bestuur van de Liberale Internationale, hield zich bezig met het opstellen van de verkiezingsprogramma's voor de verkiezingen van het Europees Parlement en was VVD-gedelegeerde bij de algemene vergadering van de NOVIB.

## Glimmerveen-controverse
Bij de Tweede Kamerverkiezingen 1998 werd Van Baalen gekozen in de Tweede Kamer. Publicaties over rechts-extremistische en racistische sympathieën in zijn jeugd en zijn studententijd leidden er echter toe dat hij afzag van zijn zetel in het parlement. De druppel was de publicatie van een brief in het weekblad Vrij Nederland, die Van Baalen als 16-jarige jongen zou hebben geschreven aan Joop Glimmerveen, de leider van de Nederlandse Volks-Unie.
Een commissie van de Raad van State, bestaande uit Jim Polak (VVD), Jan Vis (D66) en Aad Kosto (PvdA), concludeerde in november 1998 na onderzoek dat verschillende verhalen over de studententijd van Van Baalen op vage roddels waren gebaseerd. De authenticiteit van de zogenaamde Glimmerveen-brief was niet vast te stellen. Deskundigen waren het er niet over eens of de brief aan Van Baalen kon worden toegeschreven. VVD-partijvoorzitter Willem Hoekzema besloot hierop om hem eerherstel te geven. Op 28 september 1999 werd Van Baalen alsnog beëdigd tot Kamerlid, als opvolger van Frits Bolkestein die Europees Commissaris werd.

## Tweede Kamer

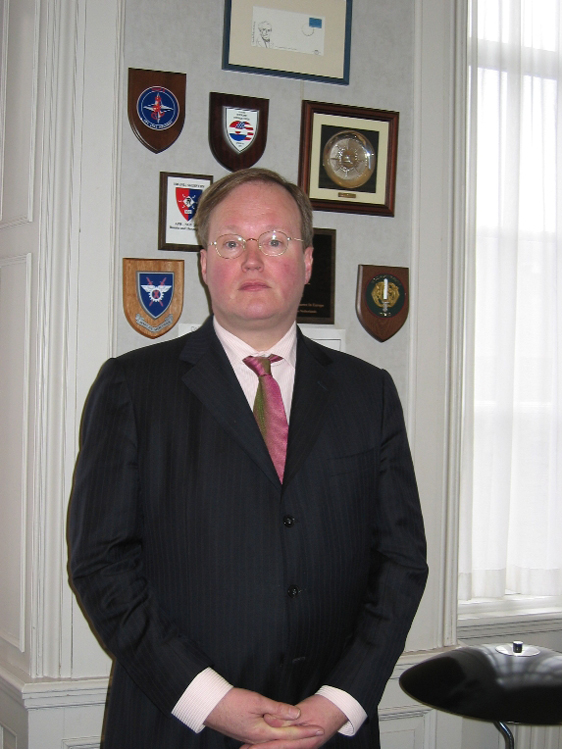
Van Baalen als Tweede Kamerlid, in 2006.

In de Tweede Kamer hield Van Baalen zich bezig met defensie en Europese en buitenlandse zaken. Bij de Tweede Kamerverkiezingen 2002 werd hij door het grote verlies van zijn partij niet herkozen, maar na de Tweede Kamerverkiezingen 2003 keerde hij weer terug in de Kamerbankjes. Hij positioneerde zich op de rechtervleugel van zijn partij. Hij pleitte voor de herinvoering van de dienstplicht, maakte zich sterk voor de komst van een standbeeld voor Johan Rudolph Thorbecke in de buurt van het Binnenhof en stelde in een radio-interview in 2006 het geoorloofd te vinden dat van terrorisme verdachte gevangenen onder fysieke druk worden gezet.
Van Baalen leidde in de Kamer een werkgroep die de parlementaire betrokkenheid bij uitzending van militairen onderzocht. In juni 2007 verklaarde hij dat de Nederlandse bijdrage aan de oorlog in Afghanistan een "vechtmissie" was: "Van wederopbouw is niet eens echt sprake want er staat namelijk niks." Het doel van de missie, zei Van Baalen, was het bevechten van het terrorisme, de Taliban en al-Qaida, om te voorkomen dat ze naar Nederland zouden komen.
In juli 2007 bezocht Van Baalen als buitenlandwoordvoerder van de VVD Israël. Hij voerde onder andere gesprekken met minister van Defensie Amir Peretz, vice-premier Shimon Peres en premier Ehud Olmert, waarbij hij de Israëlische regering adviseerde over de contacten met Europa en Nederland. Van Baalen werd beschouwd als bondgenoot en pleitbezorger van Israël in de Israëlisch-Palestijnse kwestie; Israëlische media noemden Van Baalen een bekende vriend van Israël op internationaal vlak. Eind mei 2009 keerde Van Baalen zich openlijk tegen het voorstel van VVD-leider Mark Rutte om Holocaustontkenning niet langer te verbieden en geen sancties meer op te leggen in de vorm van celstraf; Van Baalen wilde dat voor de bestrijding van Holocaustontkenners („antisemieten en racisten”) in Nederland ook de strafrechter ingezet moet kunnen worden. Van Baalen nam daarmee afstand van het voorbeeld van Rutte.
Antireligieuze vormen van liberalisme "zoals bij D'66" keurde Van Baalen af, zei hij in het Nederlands Dagblad in 2009. De christelijke politici Eimert van Middelkoop (CU), Bas van der Vlies (SGP), Kees van der Staaij (SGP) en Joël Voordewind (CU) omschreef hij in dezelfde krant als "uitstekende politici".

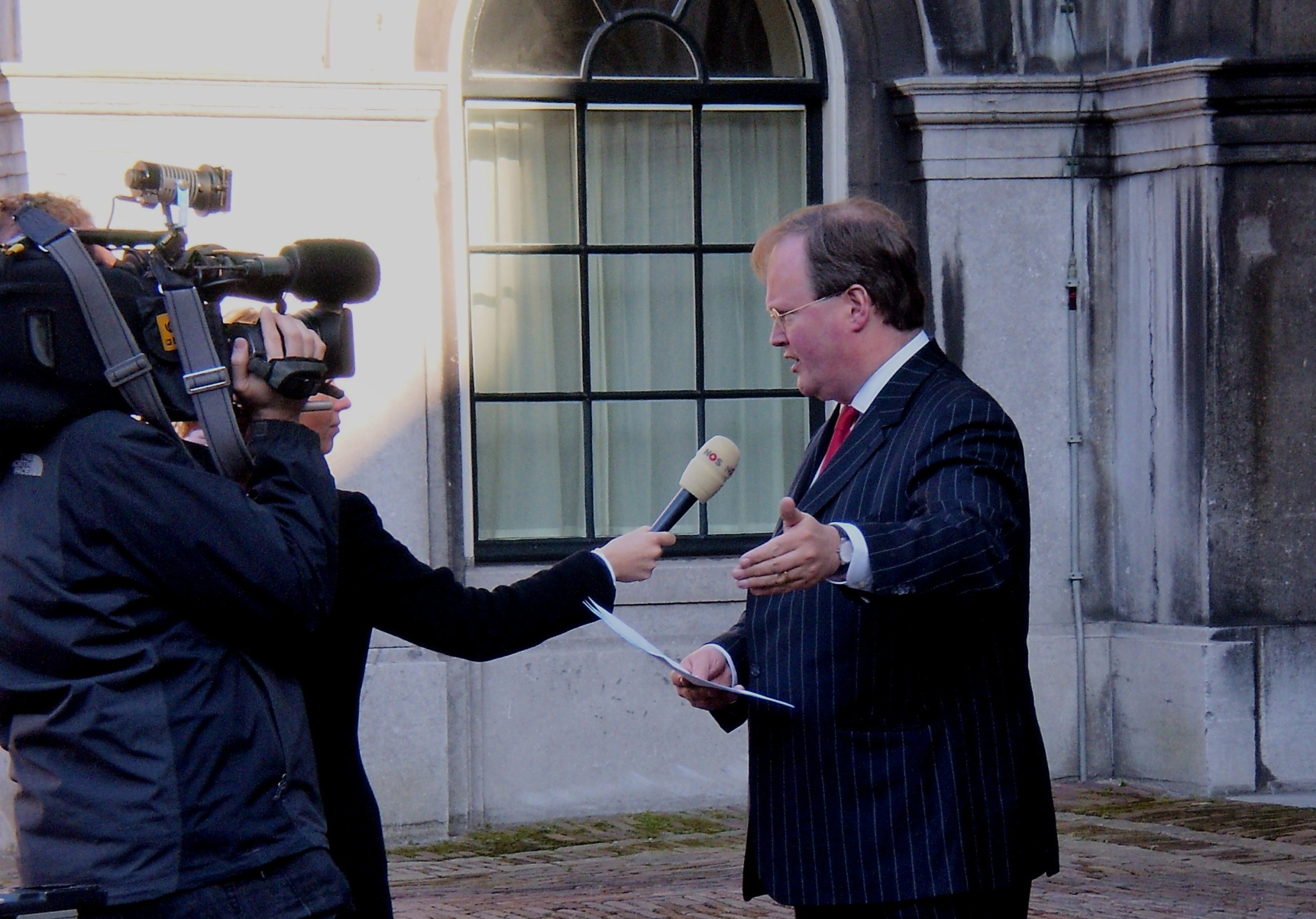
Van Baalen tijdens een interview met de NOS in 2009

## Europees Parlement
In de zomer van 2008 stelde Van Baalen zich kandidaat voor het lijsttrekkerschap van de VVD bij de Europese Verkiezingen van 4 juni 2009. Hij werd door de VVD-leden als lijsttrekker gekozen boven Toine Manders en nam na de verkiezingen plaats in het Europees Parlement. Om die reden nam hij op 18 juni 2009 afscheid van de Tweede Kamer.
In november 2009 beschuldigde het Nicaraguaanse staatshoofd Daniel Ortega Europarlementariër Hans van Baalen ervan dat hij hoge militairen in Nicaragua zou hebben gepolst over de mogelijkheid een staatsgreep te plegen tegen president Daniel Ortega. Ook noemde Ortega de liberaal op El 19, een website van de Nicaraguaanse overheid, 'een Hollandse piraat en een schurk'. Eerder had Van Baalen stevige kritiek geuit op Ortega. Van Baalen zei alleen aan de opperbevelhebber van het leger te hebben gevraagd of het leger onafhankelijk zou zijn bij de komende verkiezingen.
In april 2010 bracht Van Baalen een bezoek aan het parlement van Thailand als voorzitter van de Liberale Internationale. Tijdens een bespreking met parlementariërs werd het parlementsgebouw bestormd door anti-regeringsbetogers, waarna Van Baalen en zijn delegatie het gebouw via een zijdeur moesten ontvluchten. Begin 2014 sprak Van Baalen samen met onder meer Guy Verhofstadt de betogers in Kiev toe tijdens de Euromaidan protesten in Oekraïne. In 2019 vertrok Van Baalen uit het Europese Parlement: Malik Azmani volgde hem op als delegatieleider van de VVD. Hij bleef wel voorzitter van de Partij van de Alliantie van Liberalen en Democraten (ALDE), waar hij in 2015 voor het eerst was gekozen, na zijn vertrek bij de Liberale Internationale, tot zijn dood.

## Na de politiek
In 2021, het jaar van zijn overlijden, werd Van Baalen aangesteld als lid van de ‘Eminent Persons Group on the European Economy’, een adviesraad die Nederland adviseert op het gebied van de Europese economie betreffende het budgettaire, fiscale en monetaire beleid van de EU. Hij begon op 1 april 2021 als lid van de Adviesraad Internationale Vraagstukken (AIV) voor een periode van vier jaar (2021-2025). Van Baalen was in de AIV de voorzitter van de Commissie Vrede en Veiligheid, welke adviezen voorbereidt over actuele internationale veiligheid, de krijgsmacht, de trans-Atlantische verhoudingen en het Europese veiligheidsbeleid.
Eind april 2021 overleed Van Baalen in een ziekenhuis in Rotterdam aan de gevolgen van kanker.

## Nevenfuncties
Naar aanleiding van de in de openbaarheid gebrachte softwarefraude bij dieselmotoren van het Duitse autoconcern Volkswagen AG trok Van Baalen zich op 30 september 2015 terug uit de adviesraad van de RAI Vereniging, waarvan hij sinds 2013 lid was en uit de raad van commissarissen van Mercedes Nederland, tot welke hij in de zomer van 2015 was toegetreden. Als reden gaf Van Baalen dat hij bij debatten in het Europees Parlement vrijuit wilde kunnen spreken.

## Privéleven
Van Baalen trouwde in 2006 met Ineke Sybesma, directeur van het Fonds Slachtofferhulp en had een zoon. Hij beschouwde zichzelf als gelovig (Ik bid voor belangrijke beslissingen) en rekende zich tot de Protestantse Kerk in Nederland.

## Onderscheidingen
Van Baalen werd door verschillende buitenlandse regeringen onderscheiden. In 2002 kreeg hij uit handen van de president van Taiwan het Grootkruis in de Orde van de Briljanten Ster. In 2005 in Bulgarije de Gouden Lauwerkrans. In 2006 werd hij in België Officier in de Kroonorde en in Roemenië werd hij in datzelfde jaar benoemd tot Commandeur in de Orde van de Ster van Roemenië. Polen benoemde hem in 2006 tot Officier in de Orde van Verdienste. In 2008 werd hij Grootofficier in de Marokkaanse Orde Wissam Al Alaoui en Ridder Grootkruis in de Taiwanese Orde van Genadige Wolken. Tevens ontving hij in datzelfde jaar de Medaille voor Militaire Verdienste van Bulgarije. In 2016 werd hij door de Oekraïense president Petro Porosjenko benoemd tot Ridder in de Orde van Verdienste in de Derde Klasse.
Van Baalen werd in 1998 de Thorbeckepenning verleend vanwege zijn verdiensten voor de VVD. Na uitzending in 2002 als reserve-officier naar Bosnië kreeg hij een NAVO-medaille. In 2003 ontving hij het Onderscheidingsteken voor Langdurige Dienst als officier. Met ingang van 1 januari 2008 was hij reserve-kolonel bij het Korps Nationale Reserve. Op 19 januari 2009 werd Van Baalen door PerspectieF, de jongerenafdeling van de ChristenUnie, verkozen tot 'Engel van het Jaar' wegens zijn inzet voor vrijheid van godsdienst voor de vele vervolgde christenen over de gehele wereld.
Van Baalen werd op 29 oktober 2020 benoemd tot ridder in de Orde van Oranje-Nassau omdat hij tien jaar lid was geweest van de Tweede Kamer en tien jaar lid van het Europees Parlement.
- Kruis voor betoonde marsvaardigheid (1984)[24]
- Orde van de Briljanten Ster (Taiwan) (2002)[25]
- NAVO-medaille (2002)[24]
- Officierskruis (2003)[24]
- Kroonorde (België) (2006)[24]
- Orde van de Ster van Roemenië (2006)[24]
- Orde van Verdienste van de Republiek Polen (2006)[24]
- Orde van Sharifian Alawaidis (Marokko) (2008)[26]
- Orde van de Gunstige Wolken (Taiwan) (2008)[27]
- Militaire Orde van Verdienste (Bulgarije) (2008)[24]
- Bintang Mahaputra Utama (Indonesië) (2009)[28]
- Orde van Verdienste van de Republiek Cyprus (2012)[24]
- Orde van het Gulden Vlies (Georgië) (2013)[24]
- Commandeur in de Orde van Bernardo O'Higgins (Chili) (2014)[24]
- Orde van Verdienste van de Bondsrepubliek Duitsland (2015)[29]
- Orde van Verdienste (Oekraïne) (2016)[30]
- Ridder in de Orde van Oranje-Nassau (2020)[31]